# Ivar Kristian Lasson
Ivar Kristian Lasson oder Iver Christian Lasson (* 20. Juni 1754 in Uggerslevgaard; † 16. Januar 1823 in Horsens) war ein dänischer Generalmajor.

## Leben

### Herkunft
Lasson gehörte einer dänischen Familie an. Seine Eltern waren der Jens Lasson (1713–1759) und Ursula Dorothea von Seue (1730–1789).

### Laufbahn
Nach acht Dienstjahren als Offizier avancierte Lasson 1772 zum Sekondeleutnant, 1776 zum Premierleutnant und 1782 zum Rittmeister. Nach Stationen in verschiedenen Kavallerieregimentern erhielt er im Jahre 1806 seine Beförderung zum Oberstleutnant und, nachdem er 1808 Oberst geworden war, übernahm er am 5. November 1809 als Chef das Kavallerie-Regiment Baudissin. 1812 schließlich avancierte er zum Generalmajor und wurde 1813 auch Ritter des Dannebrogordens. Er war an den Kämpfen der Befreiungskriege beteiligt. Ab 1819 war er kommandierender General ad interim in Nørrejylland.

### Familie
Lasson vermählte sich 1783 in erster Ehe mit Anne Sophie von Løvenørn (1759–1801), einer Tochter des dänischen Konferenzrats Friedrich von Løvenørn und der Friederike Sophie von Holsten. Dadurch wurde Johann Friedrich von Bardenfleth, der nacheinander mit zwei Schwestern seiner Braut vermählt war und vor ihm Chef des Kavallerie-Regiments Baudissin war, sein Schwager. In zweiter Ehe heiratete er 1808 Anna Seehusen (1788–1857), mit der er einen Sohn, den dänischen Oberst und Kommandeur der Leibgarde Georg Henrik von Lasson (1814–1864), hatte.